# Bonhams
A Bonhams é uma casa de leilões londrina, dedicada à venda de obras de arte e objetos antigos. É uma das casas leiloeiras que sobrevivem desde a época georgiana, no Reino Unido. Foi criada em 1793, quando o renomado negociante de antiguidades Thomas Dodd uniu forças ao livreiro Walter Bonham.
Em 2010 realiza um leilão chamado Collectors’ Motor Cars and Automobilia, onde o principal atrativo é uma das réplicas de Ferrari usadas no filme de 1986, Ferris Bueller's Day Off.

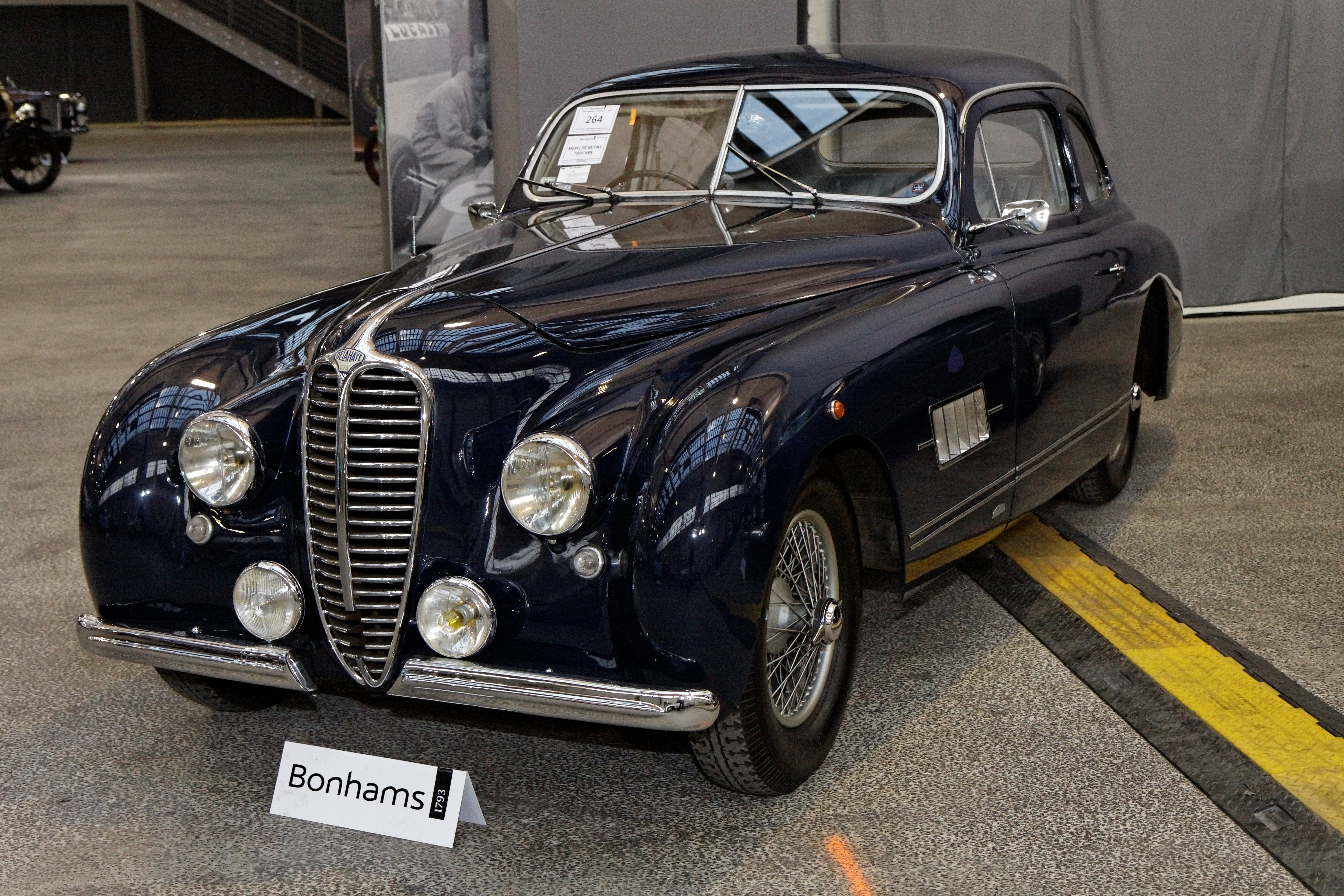
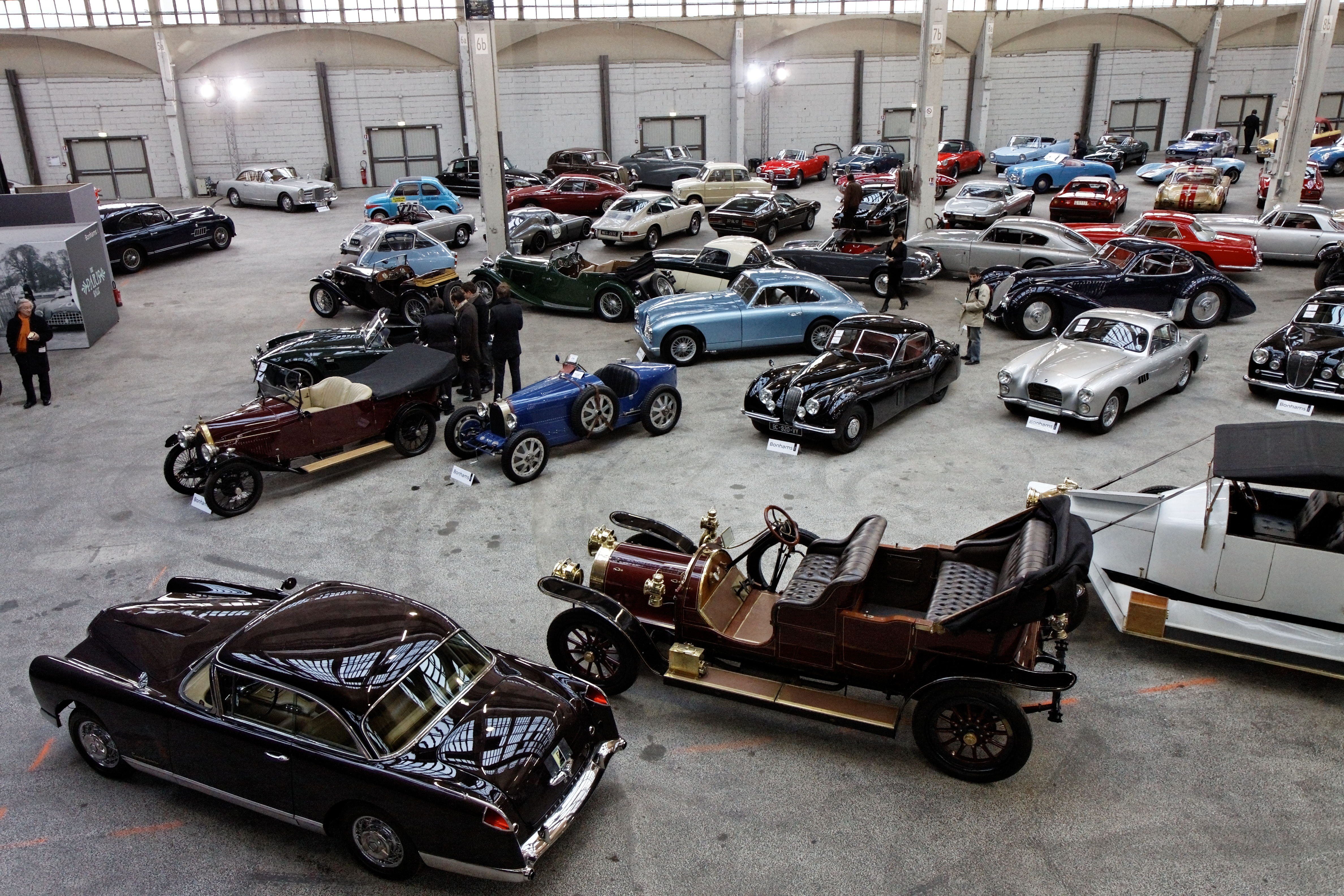
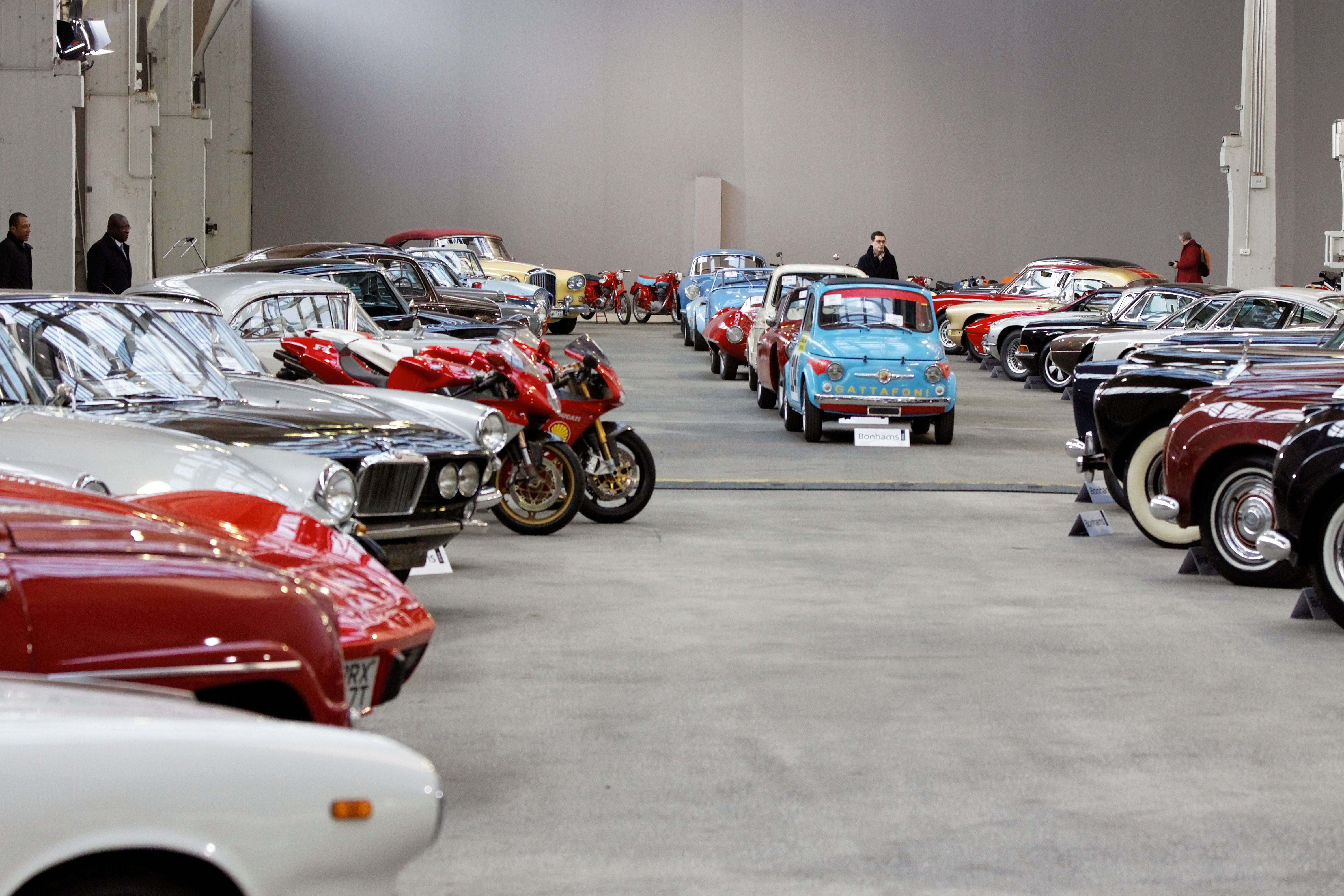